# Lee Sang-su
Lee Sang-su (13 agosto 1990) è un tennistavolista sudcoreano.

## Palmarès
Mondiali
- 6 medaglie:
  - 1 argento (doppio misto a Parigi 2013)
  - 3 bronzi (doppio a Suzhou 2015, squadre a Kuala Lumpur	 2016, doppio e singolo a Düsseldorf 2017), squadre a Halmstad 2018.

Coppa del mondo
- 1 medaglia:
  - 1 oro (squadre a Londra 2012)

Asiatici
- 2 medaglie:
  - 1 oro (doppio misto a Busan 2013)
  - 1 argento (squadra a Busan 2013)

Universiade
- 1 medaglia:
  - 1 bronzo (singolo a Gwangju 2015)